# Saba Qom
Der Saba Qom FC (persisch باشگاه فوتبال صبای قم) ist ein iranischer Fußballverein aus Qom.

## Geschichte
Der ursprüngliche Verein wurde als Mohemat Sazi bereits 1974 in Teheran gegründet. Im Jahr 2002 wurden jedoch alle Anteile an Saba Battery Co. an eine Firma verkauft, die dem iranischen Verteidigungsministerium unterstellt ist. Aufgrund der guten finanziellen Situation war es dem Verein möglich, talentierte Spieler zu rekrutieren und bereits nach zwei Jahren in die IPL aufzusteigen. Nach dem Gewinn des nationalen Pokals in der Saison 2004/2005 nahm der Verein erstmals an der AFC Champions League teil, schaffte es jedoch nicht über die Gruppenphase hinaus.
In der Spielzeit 2007/2008 belegte der Verein am Ende den dritten Tabellenplatz. Noch vor Beginn der Saison 2008/2009 ist Saba Battery von Teheran nach Qom umgezogen.

## Erfolge
- Iranischer Pokalsieger: 2004/05
- Iranischer Pokalfinalist: 2006/07
- Iranischer Supercup-Sieger: 2004/05
- Iranischer Zweitligameister: 2003/04

## Trainer
| Name                   | Zeit      |
| ---------------------- | --------- |
| Parviz Mazloomi        | 2002–2004 |
| Milan Živadinović      | 2004–2005 |
| Majid Jalali           | 2005      |
| Mohammad Hossein Ziaei | 2005–2006 |
| Farhad Kazemi          | 2006      |
| Mohammad Hossein Ziaei | 2006–2008 |
| Yahya Golmohammadi     | 2008      |
| Firouz Karimi          | 2008–2009 |
| Mohammad Hossein Ziaei | 2009      |
| Rasoul Korbekandi      | 2009–2010 |
| Mahmoud Yavari         | 2010      |
| Abdollah Veisi         | 2010–2012 |
| Yahya Golmohammadi     | 2012      |
| Samad Marfavi          | 2012–201? |
| Ali Daei               | 2015–2016 |

## Bekannte Spieler
- Ali Daei
- Sohrab Bakhtiarizadeh
- Yahya Golmohammadi
- Alireza Nikbakht Vahedi